# 嶐郷村
嶐郷村（りゅうごうむら）は茨城県那珂郡にかつて存在した村である。

## 地理
- 旧美和村の西部、現在の茨城県常陸大宮市の北西部に位置する。
- 栃木県との県境に接している。
- 村内には那珂川の支流が流れている。
- 村域の大半は山地になっている。

## 歴史
村名は「今後とも隆盛に栄える郷」という意味でつけられ、村域が山がちな地形のため隆に山をつけ嶐郷村となった。
なお、「嶐」字の本義は「山の形」であり ，当村での意味は国訓である。

### 村域の変遷
- 1889年（明治22年）4月1日 - 町村制施行により、小田野村・鷲子村・高部村が合併し那珂郡嶐郷村が発足[2]。
- 1956年（昭和31年）9月29日 - 檜沢村と合併し美和村（檜沢嶐郷村から即日改称）が発足。同日嶐郷村廃止。
- 2004年（平成16年）10月16日 - 美和村が山方町・緒川村・東茨城郡御前山村とともに那珂郡大宮町（即日市制・改称、常陸大宮市）へ編入合併され廃止。

変遷表
| 1868年 以前 | 1868年 以前 | 明治22年 4月1日 | 昭和31年 9月29日           | 平成16年 10月16日 | 現在       |
| ----------- | ----------- | --------------- | -------------------------- | ----------------- | ---------- |
|             | 小田野村    | 嶐郷村          | 檜沢嶐郷村 即日改称 美和村 | 大宮町 に編入     | 常陸大宮市 |
|             | 鷲子村      | 嶐郷村          | 檜沢嶐郷村 即日改称 美和村 | 大宮町 に編入     | 常陸大宮市 |
|             | 高部村      | 嶐郷村          | 檜沢嶐郷村 即日改称 美和村 | 大宮町 に編入     | 常陸大宮市 |

## 人口・世帯

### 人口
総数 [単位： 人]
| 1891年（明治24年） | 3,219 |
| 1920年（大正 9年） | 4,402 |
| 1935年（昭和10年） | 4,517 |
| 1950年（昭和25年） | 5,382 |

### 世帯
総数 [単位： 世帯]
| 1920年（大正 9年） | 807 |
| 1935年（昭和10年） | 801 |
| 1950年（昭和25年） | 913 |

## 名所・旧跡
- 鷲子山上神社